# Aloisiu Boga
Aloisiu Boga (în maghiară Boga Alajos; n. 18 februarie 1886, Cozmeni, Harghita, România – d. 14 septembrie 1954, Sighetu Marmației, Maramureș, România) a fost un cleric romano-catolic secui, vicar general al Diecezei de Alba Iulia începând cu anul 1947. După arestarea episcopului Áron Márton în anul 1949 Boga a fost conducătorul de facto al Diecezei de Alba Iulia.
A fost la rândul său arestat în noaptea dintre 11 și 12 mai 1950 în sediul Diecezei de Alba Iulia. Un martor direct al evenimentului din aceea noapte a relatat faptul că „în momentul în care au apărut securiștii să-l aresteze, cu un calm extraordinar și-a luat valiza, pregătită dinainte, și-a pus pălăria pe cap luându-și bastonul în mână a ieșit de parcă mergea doar într-o călătorie în apropiere.”
A murit  în data de 14 septembrie 1954 în celula 48 a închisorii Sighet.

## Activitatea de salvare a evreilor
În anul 1944 a ascuns 154 de evrei în pădurea Bisericii Romano-Catolice din Cluj, pe care i-a salvat de la exterminare. Dacă Gestapo sau Partidul Crucilor cu Săgeți ar fi aflat acest fapt, atunci protopopul Boga ar fi fost executat.